# Rolando Bianchi
Pour les articles homonymes, voir Bianchi.
Rolando Bianchi, né le 15 février 1983 à Lovere, est un footballeur italien.

## Biographie

### Carrière en club
Il fait partie, au début de carrière, des grands espoirs du football italien. 
Dans son premier club, l'Atalanta Bergame, Bianchi ne marque cependant qu'un seul but en 22 matchs durant 3 ans. Il est alors prêté, puis vendu à Cagliari. 
Mais il n'a pas beaucoup plus de succès à Cagliari, et se voit alors une nouvelle fois vendu, à la Reggina, en 2005. Durant son contrat avec ce club, il marque plus de buts qu'auparavant, et se voit même sélectionné dans l'équipe des espoirs italiens (moins de 21 ans), participant au Championnat d'Europe au Portugal, où il marque 1 but en 3 matchs. 
Lors de la saison 2006-2007, Bianchi termine 4e meilleur buteur de Serie A avec 18 buts, derrière Francesco Totti (26 buts), Cristiano Lucarelli (20) et Christian Riganò (19). 
En juillet 2007, Bianchi est le premier joueur acheté par Sven-Göran Eriksson, le nouvel entraîneur de Manchester City. Eriksson doit payer environ 13 millions d'euros pour le jeune italien. 
En janvier 2008, après un début de saison plutôt décevant, il part en prêt à la Lazio Rome avec option d'achat ; en juin il fait son  retour chez les Citiziens mais en  septembre 2008 il retourne en Italie, au Torino FC, pour 7,2 millions d'euros.